# Ministère de la Défense (Biélorussie)
Pour les articles homonymes, voir Ministère de la Défense.
Le ministère de la Défense de la République de Biélorussie (russe : Министерство обороны Республики Беларусь ; biélorusse : Мiнiстэрства абароны Рэспублікі Беларусь) est l'organisation gouvernementale chargée de lever et de maintenir les forces armées de Biélorussie.
La formation du ministère débute en mars 1992, après les événements de 1991 suivant la dissolution de l'Union soviétique. Le ministère est formé sur la base de l'ancien quartier général du district militaire biélorusse de l'armée soviétique. Sept officiers ont servi comme ministre de la Défense : Petr Chaus (en), Pavel Kozlovskii (en), Anatoly Kostenko (en), Léonid Maltsev, Alexander Chumakov (en), Yuriy Zhadobin (en) et Andrei Ravkov.
Le ministère fait partie du Conseil de sécurité de Biélorussie, réunion interministérielle ayant pour mandat d'assurer la sécurité de l'État. Le président, actuellement Alexandre Loukachenko, nomme le ministre de la Défense, qui dirige le ministère, ainsi que les chefs des forces armées. Ces quatre personnes nommées rencontrent le secrétaire du Conseil de sécurité tous les deux mois. Les décisions du Conseil de sécurité sont approuvées à la majorité qualifiée des membres présents. Depuis 2020, le poste de ministre de la Défense est occupé par le général de division Viktor Khrenin (en).
Le budget du ministère de la défense en mai 2018 était de 560 millions d'euros,.